# Grammitis stenophylla
Grammitis stenophylla är en stensöteväxtart som beskrevs av Barbara Sydney Parris. Grammitis stenophylla ingår i släktet Grammitis och familjen Polypodiaceae. Inga underarter finns listade.